# 西村菜那子
西村 菜那子（にしむら ななこ、1997年〈平成9年〉8月11日 - ）は、日本のアイドルであり、女性アイドルグループNGT48の元メンバーである。
長野県出身。CANVAS所属。

## 経歴・人物
4歳のときからバレエを始め、14歳まで続ける。小学校5年の時に長野から東京へ転居。その際に通っていたバレエ教室の教師から「あなたは舞台映えする」と声を掛けられた。
中学校2年生の時に「アイドルになりたい」とタレント養成所に入門、アイドルグループのオーディションを受け続けるも合格できなかったが、2015年にNGT48第1期生オーディションに合格し、加入。それと同時に新潟に転居した。
NGT48加入から約3年の研究生期間を経て、2018年4月に正規メンバーへ昇格した。
2021年12月25日、翌2022年1月よりCANVASへ所属事務所を移籍することを発表。
2022年7月20日、9月末をもってグループから卒業することを発表。
2024年12月17日、翌2025年1月9日をもって一時活動を休止し休養することを発表。
2025年3月1日、4月から仕事に復帰することを報告。

### 陸上競技とのつながり
西村は『陸上競技に造詣が深いアイドル』としても知られる。彼女の両親が東京箱根間往復大学駅伝競走のファンだった影響を受けているが、本人によれば「中学校1年の時にテレビで観戦した『天皇盃全国都道府県対抗男子駅伝競走大会』が駅伝や陸上競技にハマるきっかけになった」という。自身のアイドル活動と併行して、休日などを利用して各地の陸上競技大会に足を運び、選手をチェックすることも多い。
またソフマップ（東京・秋葉原）で自ら企画した『#西村駅伝』と題する陸上競技トークショーを2019年12月に開催し、毎年年末の風物詩である全日本大学女子選抜駅伝競走大会（富士山女子駅伝）では2018年からフジテレビジョンの大会中継の副音声ゲストとして出演、2019年からは大会中継応援アイドルに就任した。
2019年10月から『月刊陸上競技』（陸上競技社）公式webサイトにて『NGT48西村菜那子の陸上日記』と題するインターネットコラムの連載を開始し、朝日新聞社が運営している大学スポーツサイト『4Years.』でもコラムを連載している。

## 人物
- 愛称は、ななこ[13]、なーちゃん[14]。

## NGT48での参加楽曲

### シングル選抜楽曲
NGT48名義
- 「青春時計」に収録
  - 出陣
  - 暗闇求む
  - 下の名で呼べたのは… - 「研究生」名義
- 「世界はどこまで青空なのか?」に収録
  - 僕の涙は流れない - 「SNS選抜」名義
  - ナニカガイル
  - ぎこちない通学電車 - 「ふるさとチーム」名義
- 春はどこから来るのか?
  - Whatcha Gonna Do - 「セクシー6」名義
- 世界の人へ
  - Soft serve - 「新潟SHOWROOM選抜」名義
  - 心に太陽 - 「Team NIII」名義
- シャーベットピンク
  - 絶望の後で - 「NGT48 TDCコンサート選抜メンバー」名義
- Awesome
- 「ポンコツな君が好きだ」に収録
  - 私が一番言いたかったこと
  - 僕らのトチオンガー

AKB48名義
- 「君はメロディー」に収録
  - Maxとき315号 - 「NGT48」名義
- 「翼はいらない」に収録
  - 君はどこにいる? - 「NGT48」名義
- 「シュートサイン」に収録
  - みどりと森の運動公園 - 「NGT48」名義
- 「センチメンタルトレイン」に収録
  - 友達じゃないか? - 「ネクストガールズ」名義

### 劇場公演ユニット曲
チームNIII 1st Stage「PARTYが始まるよ」
- あなたとクリスマスイブ（柏木由紀のアンダー）
- キスはだめよ（山田野絵のアンダー）

チームNIII 2nd Stage「パジャマドライブ」
- パジャマドライブ（本間日陽、山田野絵のアンダー）
- 純情主義（北原里英のアンダー）
- 鏡の中のジャンヌ・ダルク（太野彩香、北原里英（2ndユニット）、山田野絵（2ndユニット）のアンダー）

研究生「PARTYが始まるよ・ガルベストン通り」公演
- あなたとクリスマスイブ
- 星の温度

研究生「PARTYが始まるよ・えちご雪椿」公演
- スカート、ひらり（加藤美南のアンダー）
- キスはだめよ

チームNIII 3rd Stage「誇りの丘」
- 下衆な夢（山田野絵のアンダー）
- 祈りはどんな未来もしあわせに変える（北原里英のアンダー、研究生枠）

NGT48 「夢を死なせるわけにいかない」公演
- 記憶のジレンマ

## 出演

### テレビ番組
- SUZUKIスポーツスペシャル 2018富士山女子駅伝（2018年12月30日、フジテレビ系） - 副音声ゲスト[15]
- ボクらの襷の時代2（2019年10月13日、フジテレビ系）[16]
- ボクらの襷の時代3（2019年12月19日、フジテレビ系）[17]
- SUZUKIスポーツスペシャル 2019富士山女子駅伝（2019年12月30日、フジテレビ系） - 副音声ゲスト[17]
- ランナーズ 〜伊那から世界へ!〜（2020年3月20日、長野放送）[18]
- 富士通Japanスポーツスペシャル第35回出雲駅伝（2023年10月9日、フジテレビ） - 副音声[19]
- まるどりっ!UP（2024年10月12日、新潟テレビ21）[20]
- 駅テレマルシェ（2025年4月5日 - 長野朝日放送）月1レギュラー[21]

### 演劇
- 『家族のはなし』再演（2019年8月17日、大町市文化会館大ホール / 8月21日 - 25日、六行会ホール） - 吉村真紀 役
  - 再々演（2021年8月14日 - 15日、ホクト文化ホール 中ホール / 8月25日 - 29日、六行会ホール※東京公演延期） - 吉村真紀 役
  - 2022年版（2022年8月12日 - 14日、光が丘IMAホール） - 吉村真紀 役[22]
- 博多座開場20周年記念公演「仁義なき戦い 彼女（おんな）たちの死闘篇」（2019年11月9日 - 14日、博多座） - 上田透（伊吹吾郎）役[23]
- 純血の女王（2019年12月18日 - 22日、六行会ホール） - 主演・シエナ 役（北澤早紀とダブル主演）[24][25]
- 風が強く吹いている（2021年6月16日 - 20日、六行会ホール） - ヒロイン・勝田葉菜子 役[26]
- 散る君、うららと舞い上がり、（2024年1月31日 - 2月4日、六行会ホール） - 主演・浦うらら 役[27]
- 振り子（2025年9月6日 - 14日〈予定〉、光が丘IMAホール）[28]

### ラジオ
- ＃ラジオ版西村駅伝（2024年10月7日 - 、文化放送）[29][注 1]

### ネット配信
- おもてなす!イルミナス!（2022年4月27日 - 、ILLUMINUS 公式YouTube） - MC[30]

## Web連載
- 月陸Online（2019年10月24日 - 2021年9月30日、陸上競技社） - 「NGT48西村菜那子の陸上日記」を連載[12][31]
- 4years.（朝日新聞社）
  - NGT48西村菜那子の大学陸上ココに注目!!!!（2019年10月25日 - 2022年9月20日）[32]
  - 西村菜那子の大学陸上もっと推し活!!!!（2022年10月22日 - ）[33]